# Philippe de La Hire

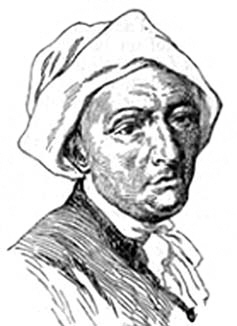
Philippe de La Hire auf einem zeitgenössischen Porträt

Philippe de La Hire (* 18. März 1640 in Paris; † 21. April 1718 ebenda) war ein französischer Mathematiker.

## Leben
Er wurde als Künstler ausgebildet und reiste für vier Jahre nach Italien, um seine künstlerischen Fähigkeiten zu verbessern. Dabei lernte er auch die Grundlagen der Geometrie.
Er machte sich zuerst bekannt durch eine Reihe damals wichtiger Arbeiten über Kegelschnitte, Mechanik, Hydrostatik u. a. sowie durch seine mit Jean Picard auf Jean-Baptiste Colberts Anordnung herausgegebene Karte von Frankreich und seine mit Hinblick auf eine Wasserversorgung von Versailles ausgeführten Nivellements.
Er bewies als Erster, dass die Hypotrochoiden der Cardanischen Kreise sämtlich Ellipsen sind, und entwickelte daraus einen Ellipsenzirkel.
1678 wurde er in die Académie des sciences gewählt. Nach ihm ist der Mons La Hire auf dem Erdmond benannt.
1708 berechnete er den Umfang der Kardioide.
Im Jahr 1709 gab er für das 1704 von Jean Méry (1645–1722) beobachtete Phänomen der Erkennbarkeit von Netzhautgefäßen einer unter Wasser getauchten Katze die richtige Erklärung, dass die Brechkraft der brechenden Medien geändert werden müsse, um Einzelheiten am Augenhintergrund zu erkennen, wie es ab 1850 mit der Ophthalmoskopie möglich wurde.
Sein Sohn Gabriel Philippe de La Hire setzte seine Triangulation des Meridianbogens nördlich von Paris fort, mit der Picards Bogen verlängert wurde.